# Wilhelm Moritz Keferstein
Wilhelm Moritz Keferstein (Winsen, 7 giugno 1833 – Gottinga, 25 gennaio 1870) è stato un naturalista, zoologo ed erpetologo tedesco.
Descrisse per la prima volta un gran numero di rettili e anfibi.

## Biografia
Dopo aver studiato Ingegneria idraulica ad Hannover, nel 1852 si trasferì a Gottinga per studiare Medicina.
Qui divenne nel 1857 assistente presso l'Istituto di Fisiologia, nel 1858 lettore, nel 1861 professore associato e nel 1868 ordinario di Zoologia e Anatomia comparata alla Università di Gottinga.
Per sua iniziativa, si iniziò l'edificazione del Museo di Storia Naturale.
Morì nel 1870.

## Opere
Assieme allo zoologo Ernst Ehlers (1835-1925), scrisse Zoologische Beiträge gesammelt im Winter 1859/60 in Neapel und Messina, pubblicato nel 1861 a Lipsia.
Con Karl Wilhelm von Kupffer (1829-1902), fu coautore di uno studio sugli organi elettrici di Gymnotus e Mormyrus, che fu pubblicato nel Zeitschrift für rationelle Medicin ("Giornale di Medicina razionale") di Henle e Pfeufer.
Keferstein diede anche importanti contributi all'opera Die Klassen und Ordnungen des Thier-Reichs ("Classi e ordini del regno animale") di Heinrich Georg Bronn.

## Onorificenze
Nel 1907, la città di Gottinga pose una targa commemorativa sulla sua ultima residenza (Groner Landstraße 11).